# ISO 3166-2:BG
ISO 3166-2:BG és el subconjunt per a Bulgària de l'estàndard ISO 3166-2, publicat per l'Organització Internacional per Estandardització (ISO) que defineix els codis de les principals subdivisions administratives.
Actualment per a Bulgària, l'estàndard ISO 3166-2, està format per 28 regions.
Cada codi es compon de dues parts, separades per un guió. La primera part és BG, el codi ISO 3166-1 alfa-2 per a Bulgària. La segona part són dos dígits (01–28). Els codis són assignats en búlgar per ordre alfabètic.

## Codis actuals
Els noms de les subdivisions estan llistades segons l'ISO 3166-2 publicat per la "ISO 3166 Maintenance Agency" (ISO 3166/MA).
| Codi  | Nom de la subdivisió (bg) | Nom de la subdivisió (bg) |
| ----- | ------------------------- | ------------------------- |
| BG-01 | Blagoevgrad               | Благоевград               |
| BG-02 | Burgas                    | Бургас                    |
| BG-08 | Dobrich                   | Добрич                    |
| BG-07 | Gabrovo                   | Габрово                   |
| BG-26 | Haskovo                   | Хасково                   |
| BG-09 | Kardzhali                 | Кърджали                  |
| BG-10 | Kyustendil                | Кюстендил                 |
| BG-11 | Lovech                    | Ловеч                     |
| BG-12 | Montana                   | Монтана                   |
| BG-13 | Pazardzhik                | Пазарджик                 |
| BG-14 | Pernik                    | Перник                    |
| BG-15 | Pleven                    | Плевен                    |
| BG-16 | Plovdiv                   | Пловдив                   |
| BG-17 | Razgrad                   | Разград                   |
| BG-18 | Ruse                      | Русе                      |
| BG-27 | Shumen                    | Шумен                     |
| BG-19 | Silistra                  | Силистра                  |
| BG-20 | Sliven                    | Сливен                    |
| BG-21 | Smolyan                   | Смолян                    |
| BG-23 | Sofia                     | Софийска                  |
| BG-22 | Sofia-Grad                | София                     |
| BG-24 | Stara Zagora              | Стара Загора              |
| BG-25 | Targovishte               | Търговище                 |
| BG-03 | Varna                     | Варна                     |
| BG-04 | Veliko Tarnovo            | Велико Търново            |
| BG-05 | Vidin                     | Видин                     |
| BG-06 | Vratsa                    | Враца                     |
| BG-28 | Yambol                    | Ямбол                     |

1. ↑  Nom en búlgar en l'alfabet búlgar no inclòs a l'estàndard ISO 3166-2.